# Nikki Boerhout
Nikki Boerhout (20 januari 2003) is een Nederlands korfbalster. Ze speelt in de Korfbal League voor Koog-Zaandijk.

## Carrière
Boerhout begon op haar 4e jaar met korfbal bij KZ.
Hier doorliep ze alle jeugdteams. Al op jonge leeftijd viel Boerhout op door haar talent.
In seizoen 2020-2021, op 17-jarige leeftijd, maakte Boerhout haar debuut in KZ 1 dat onder leiding stond van coach Dennis Doves. 
In het seizoen erna, 2021-2022 kreeg Koog Zaandijk een nieuwe hoofdcoach, namelijk Tim Bakker. Onder zijn leiding werd Boerhout basisspeelster. Zo wist KZ in het zaalseizoen zich te plaatsen voor de play-offs, maar zag zichzelf daar stranden tegen Fortuna in 2 wedstrijden. Ondanks dat dit een snelle exit voor KZ was, was dit een opsteker. 
In seizoen 2022-2023 hadden Boerhout en KZ het lastig. In de zaalcompetitie werd de ploeg in de race voor play-offs ingehaald door LDODK en DOS'46 waardoor KZ uiteindelijk op de 6e plaats eindigde. 
In de veldcompetitie kwam de ploeg net 3 punten tekort voor play-offs. Hierdoor werd het een seizoen van net-niet.
Seizoen 2023-2024 werd een bijzonder jaar voor Boerhout. Eigenlijk was ze van plan om voor de start van dit seizoen over te stappen naar CKV Unitas, maar dat ging uiteindelijk niet door en bleef ze bij Koog-Zaandijk.
Dit bleek een goede keuze te zijn, want het werd een sterk seizoen voor Boerhout en haar ploeg. Met 27 punten uit 18 wedstrijden stond KZ na de reguliere competitie op een gedeelde 2e plaats, wat recht gaf op play-offs.
KZ speelde de best-of-3 playoff serie tegen PKC⁣, maar verloor in 2 wedstrijden. Iets later, in de veldcompetitie was er pech voor KZ. De ploeg had na de competitie, net als DVO, 10 punten uit 6 duels en stonden samen op een gedeeld eerste plaats. Echter ging DVO door naar de nacompetitie vanwege onderling resultaat.
Wel was er een mooie individuele erkenning voor Boerhout dit seizoen - zij kreeg de prijs van Beste Speelster onder 21 jaar uitgereikt.
Seizoen 2024-2025 werd een seizoen voor KZ zonder nacompetitie. In het zaalseizoen werd de ploeg 5e en miste op 2 punten na de play-offs. Ook in de veldcompetitie plaatste de ploeg zich niet voor de play-offs, waardoor het een seizoen werd in de middenmoot.

## Erelijst
- Beste Speelster onder 21 Jaar, 1x (2024)

## Oranje
Boerhout speelde in verschillende selecties van Jong Oranje. Zo won ze onder andere goud op het WK onder 21 in 2024.
Daarnaast speelde ze voor het grote Nederlands korfbalteam op de Korfbal Challenge van 2024 dat onder leiding stond van bondscoach Ard Korporaal.
In April 2025 maakte Korporaal bekend Boerhout officieel toe te voegen aan de selectie van Oranje.